# Minnesota United FC (2017)
Minnesota United Football Club is een Amerikaanse voetbalclub uit Saint Paul, Minnesota. Het team speelt haar thuiswedstrijden in het Allianz Field en komt uit in de Western Conference van de Major League Soccer.

## Geschiedenis
Op 25 maart 2015 werd Minnesota United door de MLS aangekondigd als het nieuwste uitbreidingsteam. Het zou het 23e team van de competitie worden. In 2017 nam Minnesota voor het eerst deel aan de competitie. In haar eerste wedstrijd verloor het met 5-1 op bezoek bij Portland Timbers. Ook de tweede wedstrijd, thuis tegen Atlanta United, ging verloren. In de eerste vier wedstrijden incasseerde het team 18 tegendoelpunten. De eerste overwinning werd op 1 april geboekt tegen Real Salt Lake. Uiteindelijk eindigde Minnesota op de negende plaats in de Western Conference tijdens haar debuutseizoen.
Vroeg in het seizoen 2018 verloor Minnesota dragende krachten door langdurig blessureleed, waaronder Ethan Finlay. Vlak daarvoor had de club haar eerste designated player gecontracteerd, Darwin Quintero. Gedurende het tweede seizoen bezochten gemiddeld 24.000 toeschouwers de wedstrijden in het TCF Bank Stadium, inclusief een recordaantal van 52.242 tijdens de laatste wedstrijd in hun tijdelijk thuisbasis.
In aanloop naar het seizoen 2019 werd de selectie grondig veranderd. Zo werden Ján Greguš, Ike Opara, Osvaldo Alonso, Romain Métanire en Vito Mannone toegevoegd aan het team. Op 13 april 2019 speelde Minnesota voor het eerst in haar nieuwe stadion Allianz Field. De wedstrijd tegen New York City eindigde in een 3-3 gelijkspel. Het wist door te dringen tot de finale van de US Open Cup. De wedstrijd, gespeeld in het Mercedes-Benz Stadium, werd met 2-1 verloren van Atlanta United. Door als tweede te eindigen in de Western Conference mocht Minnesota deelnemen aan de Leagues Cup, maar hierin werd het in de eerste ronde uitgeschakeld.
Het seizoen 2020 werd onderbroken door de gevolgen van de coronapandemie. Na de hervatting eindigde Minnesota op de vierde plaats in de Western Conference. Seattle Sounders was uiteindelijk te sterk in de playoff finale van de Conference.
Nadat de MLS Cup-finale van 2020 maar net werd gemist, ging het seizoen 2021 teleurstellend van start. Desalniettemin plaatsten ze zich wederom voor de playoffs, maar hierin werd het direct uitgeschakeld door Portland Timbers. Minnesota bereikte in 2022 de playoffs door als zesde te eindigen in de Western Conference. Na een 1-1 gelijkspel werden ze uitgeschakeld door FC Dallas na het nemen van strafschoppen.
Na vier deelnames op rij mistte Minnesota United in het seizoen 2023 voor het eerst de playoffs. Het team eindigde dat jaar op de 11e plaats in de Western Conference en 21e overall.

## Erelijst
- U.S. Open Cup

Finalist: 2019 (1x)

## Bekende (oud-)Loons

### Spelers
- Ethan Finlay
- Ján Greguš
- Vito Mannone
- Ike Opara
- Teemu Pukki
- Darwin Quintero
- Emanuel Reynoso
- Wil Trapp

### Trainers
- Adrian Heath

## Kroniek
| - 2015: Op 25 maart werd Minnesota United Football Club opgericht. - 2017: 9e plaats Western Conference MLS (1e niveau) - 2018: 10e plaats Western Conference MLS - 2019: 4e plaats Western Conference MLS 1e ronde MLS Cup Finale U.S. Open Cup - 2020: 4e plaats Western Conference MLS Halve finale MLS Cup Halve finale MLS is Back Cup - 2021: 5e plaats Western Conference MLS 1e ronde MLS Cup - 2022: 6e plaats Western Conference MLS 1e ronde MLS Cup - 2023: 11e plaats Western Conference MLS Kwartfinale Leagues Cup - 2024: 6e plaats Western Conference MLS Kwartfinale MLS Cup Groepsfase Leagues Cup |